# ブルメン

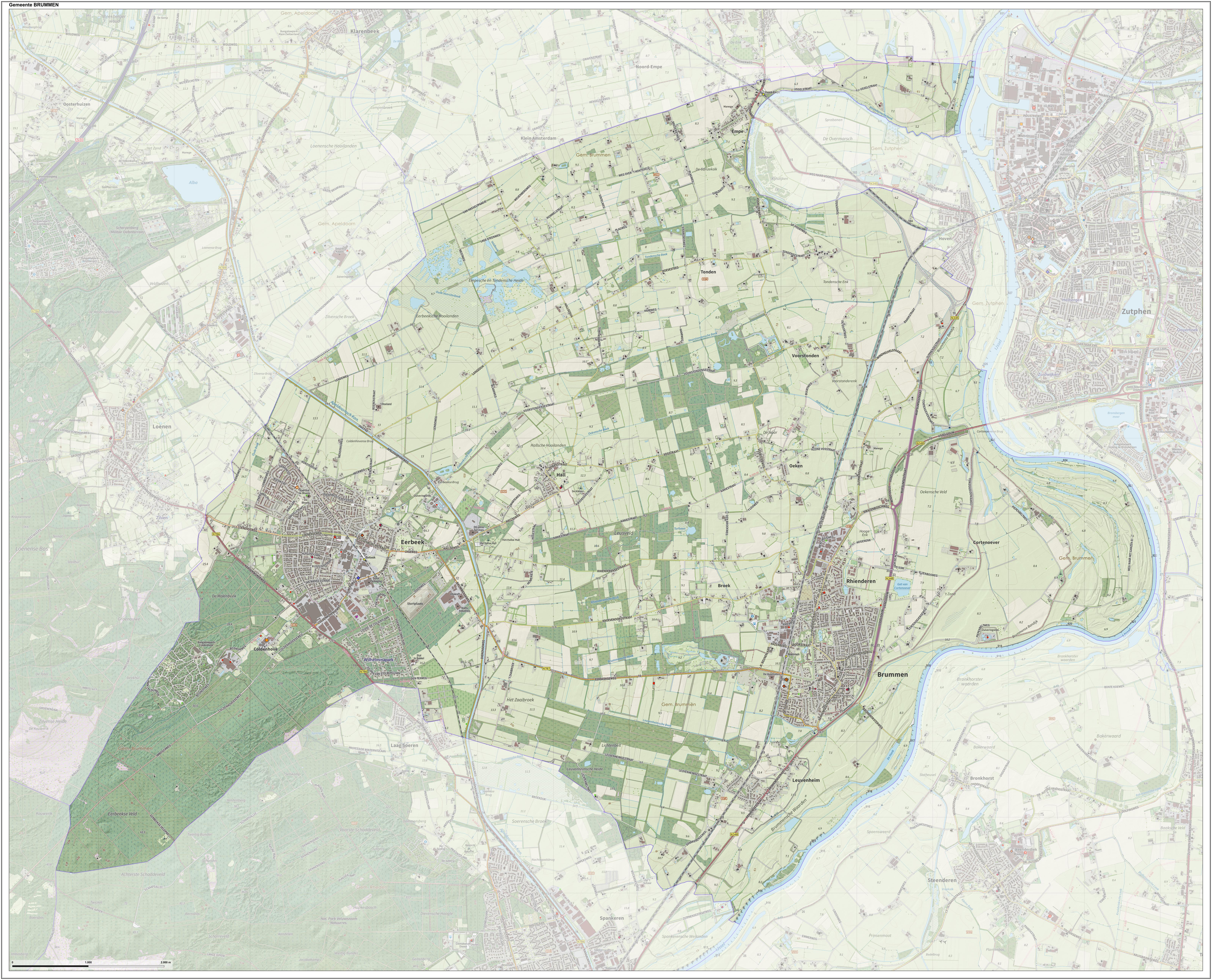
2015年6月のブルメン

- ブルンメン

ブルメン（オランダ語: Brummen [ˈbrʏmə(n)] ( 音声ファイル)）はオランダのヘルダーラント州にある基礎自治体（ヘメーンテ）。

## 概要
ズトフェンからは南西に約7 km (4.3 mi)の位置にあり、アイセル川からは1.5kmほどの距離である。ブルメンから西に2km程行くとフェルヴェがある。

## 集落
- ブルメン
- エールベーク（英語版）（最大の集落）
- エンペ（英語版）（駅が所在する）
- ハル（中世からの教会が残っている）
- ルーフェンハイム
- オエケン
- トンデン
- フォールストンデン

## 交通
- ブルメン駅（英語版） - ズトフェンとアーネムを結ぶ路線の駅

## 姉妹都市
- 福島県郡山市
- ヴィエルコポルスカ県クロトシン（英語版）

## ブルメン出身の人物
- コルネリス・ファン・ドールン